# Marchesinia galapagona
Marchesinia galapagona là một loài Rêu trong họ Lejeuneaceae. Loài này được (Ångström) Stephani mô tả khoa học đầu tiên năm 1912.